# Supercoppa ucraina 2020 (pallavolo maschile)
La Supercoppa ucraina 2020 si è svolta il 27 dicembre 2020: al torneo hanno partecipato due squadre di club ucraine e la vittoria finale è andata per la quarta volta, la terza consecutiva, al Barkom-Kažany.

## Regolamento
Le squadre hanno disputato una gara unica. L'incontro, originariamente in programma per il 24 ottobre 2020, è stato posticipato al 27 dicembre 2020 a causa della positività al COVID-19 riscontrata in alcuni membri del gruppo-squadra del Žytyči ed il conseguente periodo di isolamento della formazione.

## Squadre partecipanti
| Squadra       | Qualificazione                       | Ultima partecipazione   |
| ------------- | ------------------------------------ | ----------------------- |
| Barkom-Kažany | 1ª in Superliha 2019-20              | Supercoppa ucraina 2019 |
| Žytyči        | Vincitrice Coppa d'Ucraina 2019-2020 | Debutto                 |

## Torneo
| 27 dicembre 2020 SK Epicentr, Horodok Durata: 1h:17 - Spettatori: 0 | Barkom-Kažany | 3 - 0 | Žytyči | 26-24, 25-23, 25-20 |